# Grude
Grude (srbsky Груде) je město a sídlo stejnojmenné opčiny v Bosně a Hercegovině v Západohercegovském kantonu. Nachází se asi 12 km od hranic s Chorvatskem, asi 37 km západně od Mostaru. V roce 2013 žilo v samotném Grude 4 404 obyvatel, v celé opčině pak 17 865 obyvatel.
Kromě vlastního města zahrnuje opčina i vesnice Blaževići, Borajna, Donji Mamići, Dragičina, Drinovačko Brdo, Drinovci, Gorica, Jabuka, Puteševica, Ružići, Sovići a Tihaljina.
Sousedními městy jsou Ljubuški, Posušje, Široki Brijeg a chorvatské město Imotski.